# Stimme der Orthodoxie
Stimme der Orthodoxie (/ˈʃtɪmə deːɐ̯ ɔʁtɔdɔkˈsiː/, рус. Голос Православия) — ежемесячный православный журнал, издававшийся в Берлине Берлинской епархией Московской Патриархии. В 1952—1954 годы издавался на русском языке, затем с 1961 года до прекращения издания в 2004 году — на немецком.
Журнал освещал: деятельность Русской Православной Церкви в СССР и за рубежом; богословские, церковно-исторические и литургические вопросы; взаимоотношения христианских конфессий (особенно в духе экуменизма); хронику церковной жизни (как в ГДР, так и в других странах Восточного блока); материалы о православных праздниках, проповеди, речи и послания Патриархов Московский и всея Руси, переводы патристических текстов. Многие статьи представляли собой переводы с русского языка или адаптации материалов из других изданий Московского Патриархата (в первую очередь, Журнала Московской Патриархии).

## История
Основан в 1952 году как русскоязычный журнал «Голос Православия». Выходил ежемесячно (первый номер выше в январе). Редактировался коллегиально (секретарь редакции в 1952—1953 годы — Александр Шишкин). В статье Журнала Московской Патриархии по поводу начала выхода «Голоса Православия» отмечалось:

Редакция нового журнала так определяет свои задачи. Журнал должен будет служить делу мира среди людей и, в частности, делу примирения и объединения православных архипастырей, пастырей и мирян, «в рассеянии сущих», с Матерью — Церковью Русской, в лице её законной представительницы — Московской Патриархии. Редакция обещает давать читателям своего журнала «объективно-историческое освещение тех зарубежных церковных течений, кои, не состоя в общении с Матерью-Церковью, представляют мало назидательное зрелище бессмысленного с церковной точки зрения раскола со всеми неприглядными его сторонами».
Уделяя внимание жизни Русской Православной Церкви, журнал одновременно будет способствовать и делу сближения всех неправославных христианских вероисповеданий Запада с православным Востоком на основе церковно-благодатной полноты и истины.

Порядок расположения материала был в основном тем же, что и в «Журнале Московской Патриархии». Каждый выпуск журнала начинается с официальной части. В официальной части печатались послания и обращения Патриарха Московского и всея Руси Алексия I и архиепископа Берлинского Бориса (Вика), исполнявшего обязанности Западноевропейского экзарха, а также распоряжения, наградные списки и другие документы по Экзархату, сведения об архиерейских богослужениях, межправославных и экуменических контактах, новости ращличных Поместных Церквей, главным образом из Албании, Польши, Чехословакии. В этом разделе были напечатаны «Положение об управлении Германской епархией» (1952. № 7), «Положение о Западноевропейском Экзархате» (1952. № 9/10), акт о воссоединении с РПЦ архимандрита Мстислава (Волонсевича) (1953. № 8/12; см. в этом же номере его статья «Почему я ушёл от карловчан?»). Постоянно в специальном разделе печатались проповеди берлинских протоиереев Димитрия Кратирова, Андрея Расторгуева, Аркадия Закидальского и Виктора Костина, протоиерея Михаила Бельского из Парижа, а также митрополита Крутицкого Николая (Ярушевича) (1953. № 4/5; 1954. № 1, 2/4, 5/6), священника Петр Гнедича (1953. № 8/12).
В некоторых номерах выделялись рубрики «Из жизни православных приходов Германской епархии», «Церковная хроника», «Церковная жизнь», содержавшие материалы о местной церковной истории. В журнале были опубликованы статьи «Причт и прихожане в их взаимных отношениях» архимандрита Николая (Ерёмина) (1952. № 12; 1953. № 1, 2), «Очерки по истории афонского и русского монашества XI—XVIII вв.» иеромонаха Леонида (Полякова) (1953. № 8/12), «Святые молитвенники русской земли» протоиерея Сергия Четверикова (1952. № 6), «Православная икона Воскресения», «Иконостас» и «Об иконопочитании» Леонида Успенского (1952. № 6, 7; 1954. № 2/4), письма протоиерея Бориса Старка (1952. № 7) и др. В журнале перепечатывались статьи из других изданий, как дореволюционных, так и современных («Журнал Московской Патриархии», «Единая Церковь» и др.).
К каждому выпуску прилагались странички церковного календаря. В 1954 году издание журнала прекратилось.
С мая 1961 года издание было возобновлено на немецком языке под названием «Stimme der Orthodoxie» как орган Среднеевропейского Экзархата Русской православной церкви с целью «знакомить читателей с отдельными моментами из жизни РПЦ, и в первую очередь — с церковной жизнью православных приходов в Германии, а также с жизнью и деятельностью… Экзархата». Одновременно ставилась задача «укреплять контакты со всеми христианскими церквами и религиозными организациями».
Значительная часть публикаций как официального раздела, содержащего документы общецерковного и местного значения, так и других разделов (богословский, церковно-исторический, проповеднический, «Духовные школы», «Из жизни Среднеевропейского Экзархата», «Христиане и защита мира», «Хроника») переводилась из «Журнала Московского Патриархата», «Вестника Русского Западноевропейского Патриаршего Экзархата» и др. изданий, в том числе дореволюционных. Печатались переводы из святоотеческих творений, аскетических трудов и проповедей почитаемых русских подвижников, богословов, в том числе богословов XX века и представителей русского зарубежья.
В этот период (помимо его главных редакторов; см. ниже) в журнале печатались: архиепископ Иоанн (Вендланд), архиепископ Леонид (Поляков), епископ Михаил (Чуб), Николай Успенский, игумен Иоанн (Снычёв), протоиерей Александр Ветелев, Алексей Георгиевский, архиепископ Киприан (Зёрнов), архимандрит Филарет (Вахромеев), протоиерей Александр Мень, Константин Скурат, епископ Михаил (Мудьюгин), епископ Пимен (Хмелевский), протоиерей Ливерий Воронов, священник Анатолий Просвирнин, протоиерей Владимир Сорокин, митрополит Алексий (Ридигер), архимандрит Георгий (Тертышников), Алексей Осипов, архиепископ Герман (Тимофеев), епископ Василий (Родзянко), архимандрит Августин (Никитин) и др. Значительное место в журнале занимали статьи о церковном искусстве архиепископа Сергия (Голубцова), протоиерея Алексия Остапова, монахини Иулиании (Соколовой), Екатерины Аслановой, Марии Йегер-Зоммерфельд, Гюнтера Герстманна и др.
В журнале публиковались оригинальные немецкие статьи, статьи, заметки, рецензии, посвящённые межконфессиональному диалогу, а также труды зарубежных богословов о православной церкви, авторами которых были: священник Георгий Вагнер, архимандрит Ириней (Тоцке), священник Пётр Планк, Ханс-Дитер Дёпман, Гизела Шрёдер, Э.[уточнить] Вольф, Фери фон Лилиенфельд, Гюнтер Шульц, Николай Тон, Герман Готфрид Гольц, Кете Геде, Карл Христиан Фельми, Эрнст Кристоф Зуттнер и др., учёные из других стран: протоиерей Карл Классен, иеромонах Нектарий (Радованович), Роберт Хоц, Антон-Эмиль Тахиаос и др.
Выходили также тематические специальные выпуски, посвященные 50-летию архиерейского служения Патриарха Алексия I (1963. № 3), 80-летию профессора Конрада Онаша (1996. № 3), 80-летию профессора Фери фон Лилиенфельд (1997. № 3).
В 1987—1991 годы существовала «Русская рубрика», в которой на русском языке печатались послания правящего архиерея, стихи, небольшие назидательные тексты.
С конца 1980-х годов в журнале публиковались материалы по новейшей истории РПЦ, в том числе о новомучениках и исповедниках.
С марта 1990 года, после упразднения Среднеевропейского экзархата, журнал издавался Берлинской епархией.
С 1993 года выходил ежеквартально. В 2004 году было выпущено два номера. После этого журнал не выходил.

## Главные редакторы
- редактировался коллегиально (1952—1954)
- Михаил Добрынин (1961—1962)
- игумен Иувеналий (Поярков) (1962—1963)
- Герман Троицкий (1963—1966)
- Константин Комаров (1966—1971)
- протоиерей Евгений Миссеюк (1971)
- иерей Михаил Турчин (1971—1976)
- священник Василий Фонченков (1976—1977)
- протоиерей Геннадий Яблонский (1977—1986)
- протоиерей Михаил Турчин (1986—1987)
- протоиерей Владимир Иванов (1987—2004).